# Parc de sculptures Engelbrecht
 (mars 2022).
L'article doit être relu — et modifié si nécessaire — par des contributeurs indépendants pour apporter un regard critique aux contributions effectuées en violation des conditions d'utilisation de Wikipédia, tant sur la forme (notamment concernant le style encyclopédique, la proportionnalité) que sur le fond (la neutralité de point de vue, la qualité et l'indépendance des sources).
 (mars 2022).
Si vous disposez d'ouvrages ou d'articles de référence ou si vous connaissez des sites web de qualité traitant du thème abordé ici, merci de compléter l'article en donnant les références utiles à sa vérifiabilité et en les liant à la section « Notes et références ».
Le parc de sculptures Engelbrecht est situé au château des Fougis à Thionne, dans le département de l’Allier, et présente d'imposantes sculptures en acier d’Erich Engelbrecht, un artiste d’origine allemande.
En 2001, Erich Engelbrecht achète la propriété des Fougis avec l’intention d’y installer son parc de sculptures dans le jardin, les champs et les anciens terrains de chasse.
Avec d'autres œuvres de sa création, mais appartenant à une collection privée et apportées en prêt aux Fougis, l’artiste conçoit aussi, avec l'aide de son épouse, une deuxième exposition dans l’aile principale du château. On peut y apprécier une sélection de ses œuvres précédentes (des années 60, 70, 80 et début 90) comme des tapisseries de petit et grand format, des peintures à l’huile (dans l'appartement privé de Mme Engelbrecht), de petites sculptures en métal ou en bois ainsi que plusieurs œuvres graphiques.
L’exposition en plein air au parc de sculptures est ouverte à la visite publique. L’exposition à l’intérieur du château est seulement accessible sur réservation, dans le cadre d’une visite privée.
Le catalogue de l'exposition de sculptures a été publié en 2018 par Sarah Engelbrecht, une fille d'Erich Engelbrecht, aux éditions Axel Menges: "Parc de sculptures Erich Engelbrecht, Château des Fougis", (english and french), Stuttgart-London,  (ISBN 978-3-932565-84-7)

## Les Fougis (le lieu)
Le domaine des Fougis est attesté depuis le XIVe siècle. Le château actuel a été reconstruit en 1593 après sa destruction par un incendie.
Après avoir acquis la propriété en 2001, Erich Engelbrecht entreprend lui-même des travaux de rénovation et d'adaptation du site pour recevoir ses deux expositions. Au cours de la réalisation de ce projet, une partie de sa famille s’implante en France aux Fougis, pour y vivre et travailler.

## Erich Engelbrecht
Erich Engelbrecht (Bielefeld, 27 octobre 1928 - Vichy, 21 juillet 2011) est un artiste d'origine allemande.
Ingénieur de formation et devenu consulteur industriel pendant les années 50, il est parti en 1958 à l'université de Munich pour y faire des études de philosophie et d'histoire de l'art.
Ses premiers travaux datent de 1960 et, jusqu’au début des années 90, il produit de multiples œuvres d'art dans le domaine de la peinture, des techniques d'impression (lithographie, sérigraphie et gravure), de la sculpture, de la tapisserie (de petit et grand format), de l'architecture, faisant aussi des détours par divers genres de création littéraire.
C’est à la fin des années 90 qu’il décide de chercher une propriété, d’abord en Allemagne et plus tard en France, pour y installer un espace public pour l’exposition de ses œuvres. Il découvre Les Fougis à l'été de l'année 2000.
Waltraud Engelbrecht, sa veuve, a publié la monographie d'Erich Engelbrecht et le tout premier catalogue d'œuvres aux éditions Axel Menges en 2019: "Erich Engelbrecht – Introspektive Bilder, Introspective Images", (german and english), Stuttgart-London, (ISBN 978-3-86905-014-0)

## Installation
Les premières grandes sculptures arrivent aux Fougis en 2002 et, jusqu'à son décès en 2011, E. Engelbrecht a réussi à créer une grosse exposition de 29 grandes sculptures monumentales et colorées. La dernière sculpture, Le Nain Tracassin, la plus petite des sculptures à l'extérieur, est arrivée juste après son décès.
Toutes les sculptures ont été produites en Allemagne et transportées par route jusqu'aux Fougis, où elles ont été assemblées.
Deux sculptures positionnées à l’entrée du parc ont été créées en 1984. Elles sont arrivées au parc de sculptures en 2006, après avoir initialement gardé pour une décennie l’entrée de son atelier à Melle, exposées ensuite au jardin Altonaer Balkon, dans l'arrondissement d'Altona à Hambourg. Appartenant à une collection privée, ces deux sculptures sont en prêt au Parc de sculptures.
Quelques sculptures sont réparties autour du château des Fougis, d’autres suivent un parcours développé par l’artiste.
L’exposition à l'intérieur du château, également en prêt d’une collection privée, a été conçue et installée entre 2002 et 2011 par l’artiste lui-même et son épouse Waltraud Engelbrecht. Elle se développe à travers deux galeries et deux salons de réception du château, spécialement rénovés pour recevoir ces œuvres plus fragiles.

## Liste des sculptures

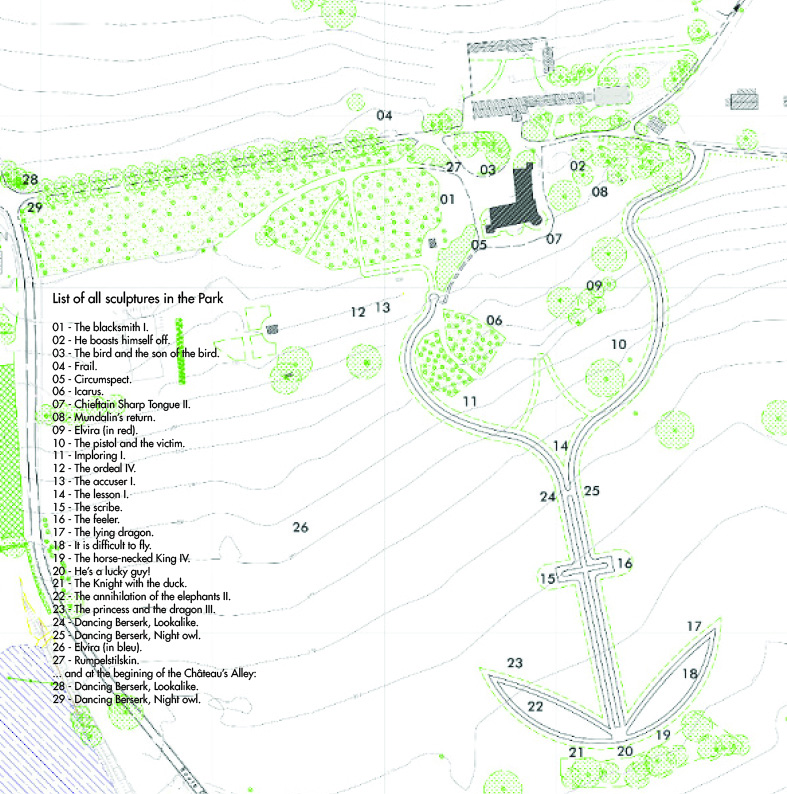
Plan du Parc de Sculptures Engelbrecht

Liste de sculptures dans le parc avec indication de leur numéro d'inventaire, de l'œuvre original et sa date, de la date d'arrivé à Fougis, ses dimensions (hauteur, poids et épaisseur) ainsi que sa finition et entreprise responsable pour la production de l'œuvre.
| #  | Catal.   | Nom                                | O   | Date | FR   | Haut. | É     | Poids  | Finition   | U    |
| -- | -------- | ---------------------------------- | --- | ---- | ---- | ----- | ----- | ------ | ---------- | ---- |
| 1  | 010.0320 | Le forgeron, I                     | D   | 1985 | 2002 | 10,0  | 0,33  | 112,00 | Acier brut | vS   |
| 2  | 011.0321 | Il se bombe le torse               | D   | 1992 | 2002 | 7,0   | 0,25  | 13,75  | Acier brut | vS   |
| 3  | 012.0322 | L'Oiseau et le fils de l'oiseau    | D S | 1973 | 2003 | 6,3   | 0,055 | 12,00  | Polychrome | WDjr |
| 4  | 013.0323 | Caduc                              | D   | 1986 | 2004 | 7,0   | 0,23  | 27,26  | Noir       | vS   |
| 5  | 014.0324 | Le circonspect                     | D   | 1992 | 2004 | 12,0  | 0,35  | 45,90  | Blanc      | vS   |
| 6  | 015.0325 | Icare                              | D   | 1992 | 2004 | 9,0   | 0,30  | 61,45  | Blanc      | vS   |
| 7  | 016.0326 | Le chef de tribu langue-acérée, II | D   | 1990 | 2004 | 7,0   | 0,23  | 29,52  | Blanc      | vS   |
| 8  | 017.0327 | Le retour de Mundalin              | D   | 1990 | 2005 | 9,0   | 0,30  | 56,64  | Blanc      | vS   |
| 9  | 018.0328 | Elvira (rouge)                     | P   | 1961 | 2006 | 7,8   | 0,23  | 15,57  | Polychrome | vS   |
| 10 | 019.0329 | Le pistolet et la victime          | B   | 1964 | 2005 | 5,3   | 0,055 | 9,73   | Polychrome | J-DH |
| 11 | 020.0330 | L'Invoqueur, I                     | D   | 1989 | 2005 | 7,0   | 0,23  | 24,16  | Blanc      | J-DH |
| 12 | 021.0331 | L'Harcèlement, IV                  | D   | 1990 | 2006 | 7,0   | 0,23  | 31,12  | Blanc      | J-DH |
| 13 | 022.0332 | L'Accusatrice, I                   | D   | 1986 | 2006 | 5,0   | 0,16  | 6,32   | Blanc      | J-DH |
| 14 | 023.0333 | La leçon, I                        | D   | 1985 | 2006 | 8,0   | 0,26  | 37,32  | Noir       | vS   |
| 15 | 024.0334 | Le scribe                          | D   | 1986 | 2006 | 7,1   | 0,23  | 9,18   | Blanc      | J-DH |
| 16 | 025.0335 | Le gesticulateur                   | D   | 1992 | 2006 | 7,8   | 0,24  | 15,38  | Blanc      | vS   |
| 17 | 026.0336 | Le dragon couché                   | P   | 1963 | 2006 | 2,9   | 0,28  | 23,99  | Polychrome | J-DH |
| 18 | 027.0337 | Voler, c'est difficile !           | D   | 1992 | 2006 | 7,5   | 0,23  | 12,98  | Noir       | J-DH |
| 19 | 028.0338 | Le Roi au cou-chevalin, IV         | D   | 1989 | 2006 | 7,0   | 0,23  | 27,73  | Blue       | J-DH |
| 20 | 029.0339 | Quel chanceur couchon !            | D   | 1992 | 2006 | 7,5   | 0,23  | 21,84  | Jaune      | vS   |
| 21 | 030.0340 | Le chevalier avec le canard        | D   | 1992 | 2009 | 7,0   | 0,23  | 25,64  | Blue       | vS   |
| 22 | 031.0341 | L'Anéantissement de l'éléphant, II | D   | 1990 | 2009 | 7,0   | 0,23  | 28,11  | Noir       | vS   |
| 23 | 032.0342 | La princesse et le dragon, III     | D   | 1991 | 2007 | 11,6  | 0,32  | 92,40  | Beige      | vS   |
| 24 | 034.0344 | Berserk dansant, Le sosie          | D   | 1984 | 2007 | 7,6   | 0,23  | 28,11  | Acier brut | J-DH |
| 25 | 033.0343 | Berserk dansant, Le noctambule, II | D   | 1984 | 2007 | 7,5   | 0,23  | 27,98  | Acier brut | J-DH |
| 26 | 035.0345 | Elvira (blue)                      | P   | 1961 | 2009 | 11,0  | 0,30  | 40,36  | Polychrome | vS   |
| 27 | 036.0346 | Le nain Tracassin                  | D   | 1986 | 2011 | 2,2   | 0,07  | 0,42   | Noir       | WDjr |
| 28 | 004.0314 | Berserk dansant, Le sosie          | D   | 1984 | 2006 | 4,5   | 0,14  | 6,41   | Acier brut | FA   |
| 29 | 003.0313 | Berserk dansant, Le noctambule     | D   | 1984 | 2006 | 4,4   | 0,14  | 6,41   | Acier brut | FA   |

- Unités pour les dimensions : la Hauteur et l'Épaisseur sont indiquées en mètres, le poids (avec socle) en tonnes.
- Les sculptures sont coupées des planches en acier plein (épaisseur entre 5,5 et 35 cm).
- Les 7 chiffres de la référence dans l'inventaire actuel pour le catalogue: le premier groupe de 3 chiffres correspond à la numérotation dans type d'œuvres, le deuxième groupe avec 4 chiffres correspond à la numérotation dans l'ensemble de l'œuvre de l'artiste.
- Colonne "O" (pour "Originalwerk", Œuvre Originale):  D - Dessin (25); P - Peinture (3); S - Sculpture en acier (d'après une autre sculpture en bois) (1); B - Sculpture en bois (1).
- Colonne "Date" indique l'année d'exécution de l'œuvre originale, s’agit soit-il d’un dessin, d'une peinture ou même d’une sculpture.
- Colonne "FR" indique l’année d’arrivé à Fougis. Les sculptures #28 & #29 ont été réalisées en 1984 et se trouvaient précédemment à Melle et à Hambourg, avant d’arriver à Fougis en 2006.
- Colonne "U" (pour Usinage): FA - Friedrich Amtenbrink KG - Gütersloh (2); vS - von Schaeven AG - Essen (15); J-DH - Jebbens GmbH (Dillinger Hütte) - Korntal-Müchingen (10); WDjr - Wilhelm Deppe Jr - Bielefeld (2).